# 경신성사부
경신성사성(敬信聖事省, 라틴어: Congregatio de Cultu Divino et Disciplina Sacramentorum)은 동방 가톨릭교회와는 뚜렷하게 다른 라틴 전례의 거행과 관련된 직무 대부분과 기독교 성사들에 대한 몇 가지 법적인 문제들을 담당하는 로마 교황청의 심의회이다.
경신성사성의 전신은 교황 비오 10세가 1908년에 설립한 ‘성사규율성성(Sacra Congregatio de Disciplina Sacramentorum)’이다.
1975년에는 ‘전례성성(Sacra Rituum Congregatio)’ (1588-1969)에서 담당했던 전례 문제에 대한 책무를 위해 1969년에 설립한 ‘경신성성(Sacra Congregatio pro Cultu Divino)’과 기능이 통합되어 ‘의전성(Congregatio de Sacramentis et Cultu Divino)’라는 새 이름을 부여받았다.
1984년에서 1988년 동안에는 같은 장관을 두고 ‘성사성(Congregatio de Sacramentis)’과 ‘경신성(Congregatio de Cultu Divino)’으로 잠시 분리되었다.
1988년 6월 28일 교황 요한 바오로 2세가 공표한 사도적 헌장 《착한 목자》(Pastor Bonus)에서는 경신성사성의 직무를 다음과 같이 규정하였다.
거룩한 전례, 특히 성사들에 대한 규정과 촉진에 관하여 사도좌에 속한 사안들을 다룬다.
유효하고 적법한 성사 거행에 관한 규율을 장려하고 보호한다.
성찬 거행과 관련된 사목적 전례 활동을 촉진한다.
전례 경본을 만들거나 수정하는 일을 보살핀다.
주교회의에서 합법적으로 준비한 전례서의 번역과 그 적용을 검증한다.
전례 사도직, 성음악, 성가, 또는 성미술을 발전시킨다.
전례 규범이 정확하게 준수되고 남용을 피하며 또 남용이 발견되면 근절시키도록 감독한다.
혼인의 미완결 사실과 이에 대한 관면을 주기 위한 정당한 이유가 있는지를 판단한다.
법 규범에 따라 심의할 성품 무효에 관한 사건들을 담당한다.
거룩한 유해의 경배와 천상적 수호성인들의 확정 및 하급 대성전의 칭호 허가를 담당한다.
전례적 예배 밖에서도 신자들의 기도와 신심 행위가 교회의 규범에 온전히 합치되며, 존경심으로 장려되고 거행되도록 주교들을 도와준다.

## 역대 장관
- 도메이코 페라타 (1908-1914)
- 필리포 주스티니 (1914-1920)
- 미켈레 레가 (1920-1935)
- 도메니코 조리오 (1935-1954)
- 베네데토 알로이시 마셀라 (1954-1968)
- 프란체스코 카르피노 (1967년 4월 7일 - 1967년 6월 26일)
- 프랜시스 제임스 브레넌 (1968)
- 안토니오 사모레 (1968-1974)
- 제임스 녹스 (1974-1981)
- 주세페 카소리아 (장관 서리 1981-1983, 장관 1983-1984)
- 폴 메이어 (장관 서리 1984-1985, 장관 1985-1988)
- 에두아르도 마르티네즈 소말로 (1988-1992)
- 안토니오 마리아 하비에르 오르타스 (1992-1996)
- 호르헤 아르투로 메디나 에스테베즈 (장관 서리 1996-1998, 장관 1998-2002)
- 프랜시스 아린제 (2002-2008)
- 안토니오 카니자레스 리오베라 (2008-2014)
- 로베르 사라 (2014-2021)
- 아서 로시 (2021-)